# Bélyeg a bélyegen

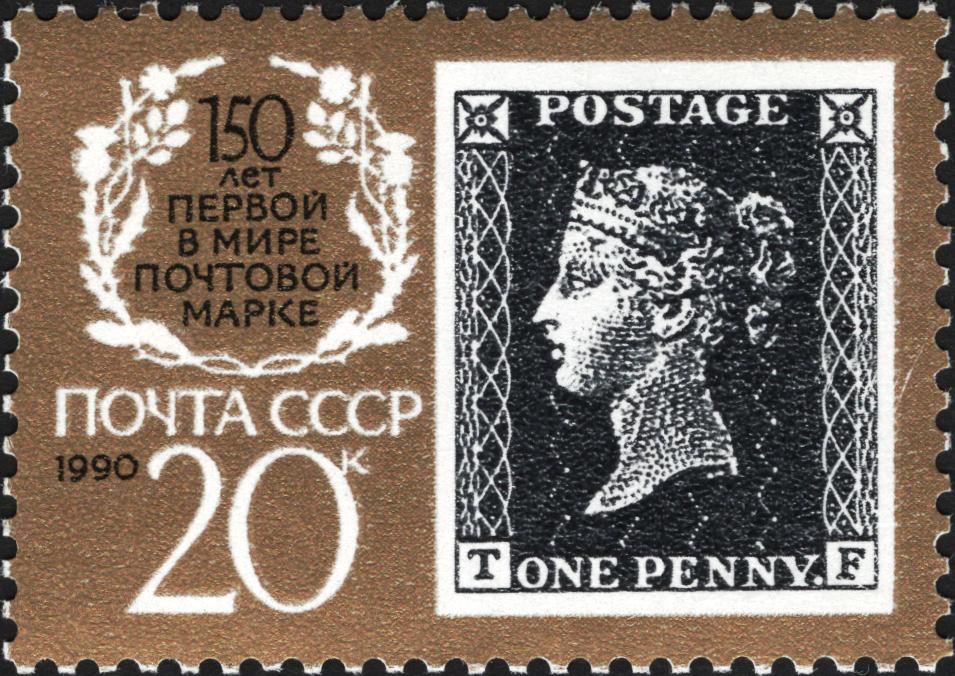
A Szovjetunió 1990-es bélyege, mely a legelső postabélyeget, az angol Penny Black-et ábrázolja

A bélyeg a bélyegen filatéliai kifejezés, mely olyan bélyegábrát jelöl, melynek fő-, vagy mellékmotívuma egy vagy több, korábban már megjelent bélyeg. Kedvelt motívumgyűjtési terület. A posták általában bélyegnapok, posta- és bélyegjubileumok által szokták megjelentetni az ilyen témájú bélyegeiket.
Az ábrázolás lehet színben és rajzban hű (ez a leggyakoribb), de lehet megváltoztatott (pl. az 1951-ben kiadott 80 éves a magyar bélyeg), esetleg lehet fantáziarajzú (pl. a Dánia által 1949-ben kiadott UPU-jubileum) is. Előfordulhatnak eltérő rajzúak is (pl. Csehszlovákia 1960-as Bélyegkiállítás című kiadása).
Az ilyen ábrájú kiadásokon lehet egy vagy több bélyeg is ábrázolva. A bélyeg a bélyegen lehet fő- és mellékmotívum is.
A bélyegkatalógusok általában megjelölik az ilyen típusú kiadványok katalógusi sorszáma mellett a rajtuk szereplő bélyeg sorszámát is.

## Lásd még
- tematikus bélyeggyűjtés
- bélyegábra